# オガサワラチビクワガタ
オガサワラチビクワガタ（Figulus boninensis）は昆虫綱・甲虫目・クワガタムシ科・チビクワガタ属の1種であり、2亜種に分類されている。また、チビクワガタの仲間の最大種である。小笠原諸島の父島、母島などの一部の島に生息する日本固有種。

## 特徴
本種は他のチビクワガタ属と比べ、非常に大型である。（チビクワガタやマメクワガタなどは最大でも1cm程だが、本種は最大で2cm程になる個体も存在する。）また、他の種と異なり、近縁であるヒョウタンクワガタ属のような特徴をもっている。その為、チビクワガタ属の中ではかなり特異な存在だと言える。雌雄の区別は外見では非常に難しく、交尾器を確認しない限り困難である。
本種は野外では成虫、幼虫共に林床などの朽木内に集団で生息しており、幼虫が食べやすいように成虫が朽木を噛み砕くなどの保育行動が確認されている。その為、本種は亜社会性を営んでいると言われている。また、他のチビクワガタ属に比べ肉食性が強い傾向にあり、飼育下では昆虫ゼリーなどはほとんど食べず、同種の幼虫を共食いしてしまうことがある程である。

## 亜種
オガサワラチビクワガタ（原名亜種）、figulus boninensis boninensis（Nakane & Kurosawa,1953）。分布:小笠原諸島（父島、母島）。準絶滅危惧種。
ナコウドジマチビクワガタ、f.b.karubei （Fujita, 2010）。分布:小笠原諸島（媒島）。媒島（なこうどじま）に分布する亜種。原名亜種との外見的差は微々たる物である。媒島ではノヤギによる食害が深刻で、本亜種はわずか1本の谷でしか生息が確認されていない。そのため、日本に生息するクワガタの中では入手が最も困難であると言われている。絶滅危惧Ⅰ類。

## 人との関わり
本種は朽木を掘り進むため、シイタケなどのキノコを栽培する際に害虫になりえる可能性がある。

## 飼育
本種は飼育ケースにマットを入れ、その中に朽木を埋め込めておけば簡単にコロニーが形成されるため、飼育は非常に容易であると言える。成虫は非常に長生きであり、更に乾燥、低温、高温などにも非常に強い。但し、成虫、幼虫共に滅多に姿を表さない為、あまり面白いとは言えないかもしれない。しかし、数少ない亜社会性を営むクワガタムシなので、飼育してみる価値は大いにあると思われる。